# 1870年代の航空
< 1870年代
1860年代の航空 - 1870年代の航空 - 1880年代の航空

## 1870年
- 普仏戦争で、包囲されたパリから通信のために気球が使用された。9月から次の年の1月までに66回の飛行が行われ110人が運ばれた。
- フランスの発明家、ギュスターヴ・トルーヴェが火薬の爆発を動力にした模型オーニソプターを発明し、フランス科学アカデミーで、70mのデモ飛行に成功した。

## 1871年

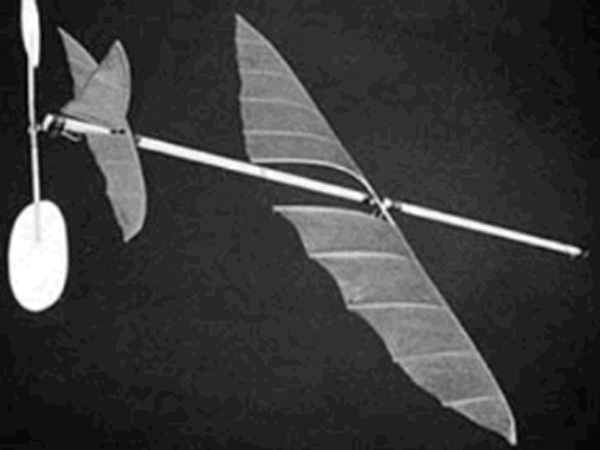
アルフォンス・ペノーの模型飛行機Planaphoreのレプリカ

- アルフォンス・ペノー、ゴム動力の模型飛行機「プラノフォア」の飛行実験に成功。
- イギリスの技術者、フランシス・ウェナムとジョン・ブラウニングが世界最初の風洞を作り、模型実験して翼のアスペクト比が大きいほうが、抗力と揚力の比が優れていることを見出した。

## 1872年
- 2月2日 - フランスのアンリ・デュピュイ・ド・ロームが開発した人力でプロペラを駆動して操縦する気球が初飛行した。
- 12月13日 - ドイツのパウル・ヘンラインが合成ガス(Syngas)を燃料とするエンジンを用いる飛行船のテスト飛行を行ない時速19kmの速度で飛行した。

## 1874年

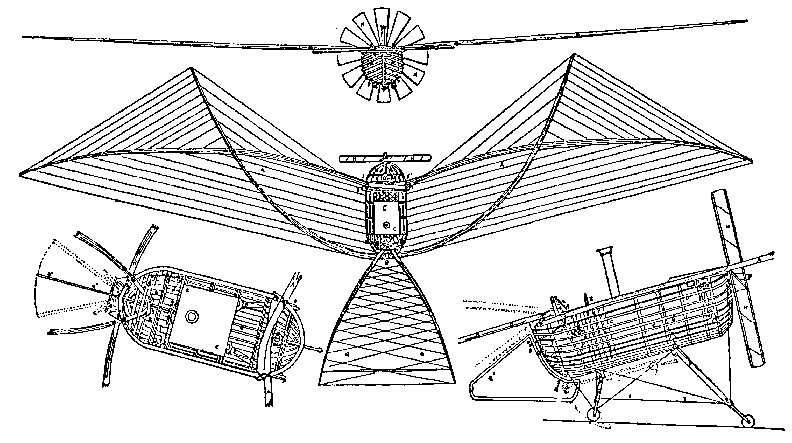
デュ・タンプルの飛行機械。1857年の特許における図版。

- デュ・タンプル、蒸気機関（熱機関とも）エンジンの有人飛行機を下り勾配からジャンプ飛行させる。
- ベルギーの靴屋デ・グルーフ（Vincent de Groof、フローフとも表記）が翼長10m以上で尾翼のある人力オーニソプターを製作し、ブリュッセルで一度目の実験では飛行できず、7月9日、ロンドンで二度目の実験をした。気球に吊られて高度数百mまで運ばれた後、宙に放たれるが飛行できず墜落死した。

## 1875年
- トマス・モイが、蒸気機関を積んだ大型の模型飛行機を浮揚させることに成功した。
- 4月 - フランスのガストン・ティサンディエが、Joseph Croce-Spinelliと Théodore Sivelと共に気球で8,600mの高さに達したが、2人の同僚は酸素不足で死に、ティサンディエは生き残ったが、聴力を失った。

## 1876年
- アルフォンス・ペノー、飛行機の特許を取得。引込脚などの先進的装置をすでに備えていた。

## 1877年
- 1877年 -イタリアの技術者、エンリコ・フォルラニーニが蒸気エンジンを動力とするヘリコプターの模型の飛行に成功した。
- 4月頃 - 西南戦争で包囲された政府軍と連絡するために気球の開発が工部大学校、海軍、陸軍に命じられた。工部大学校では、志田林三郎、高峰譲吉らに依頼され、高峰は紙製の気球の実験を行った[1]。海軍では麻生弼吉(武平)、馬塚新八が開発に取り組み、陸軍は上原六四郎が取り組んだ。海軍の第一号球は5月21日に、馬場新八が搭乗した際に、100mほど浮揚したとされる[2]。11月に明治天皇が行幸した折の実験では、軍の気球2個が築地操練場で試験されたが、1個は破裂し、もう1個は索が切れ6km先に落下し失敗した[3]。『明治ニュース事典』に引用された新聞記事には5月21日、麻生武兵が400間、浦野という人物が320間の飛行をしたと報じられた。
- 12月7日 - 原田千之介が企画し、島津源蔵が製作した、日本国産初の有人水素気球が京都仙洞御所で36メートルの高さまで飛揚した[4]。『明治ニュース事典』に引用された新聞記事には気球に乗ったのは、三崎吉兵衛という商人の雇人、中田寅吉である。浮力が不十分であったので小柄な人物が選ばれた。

## 1878年
- 6月12日 - アメリカ合衆国のチャールズ・リッチェルの開発した人力飛行船がマーク・キンラン（Mark Quinlan）の操縦で、コネチカット州のハートフォードで飛行した。
- 5月〜11月 - パリ万国博覧会でアンリ・ジファールが25,000 m3（直径約20m）の気球を展示し、これは40人をのせて浮揚できた。博覧会の観光スポットとなり1日に10回、乗客をのせて500mほど浮揚した。

## 1879年

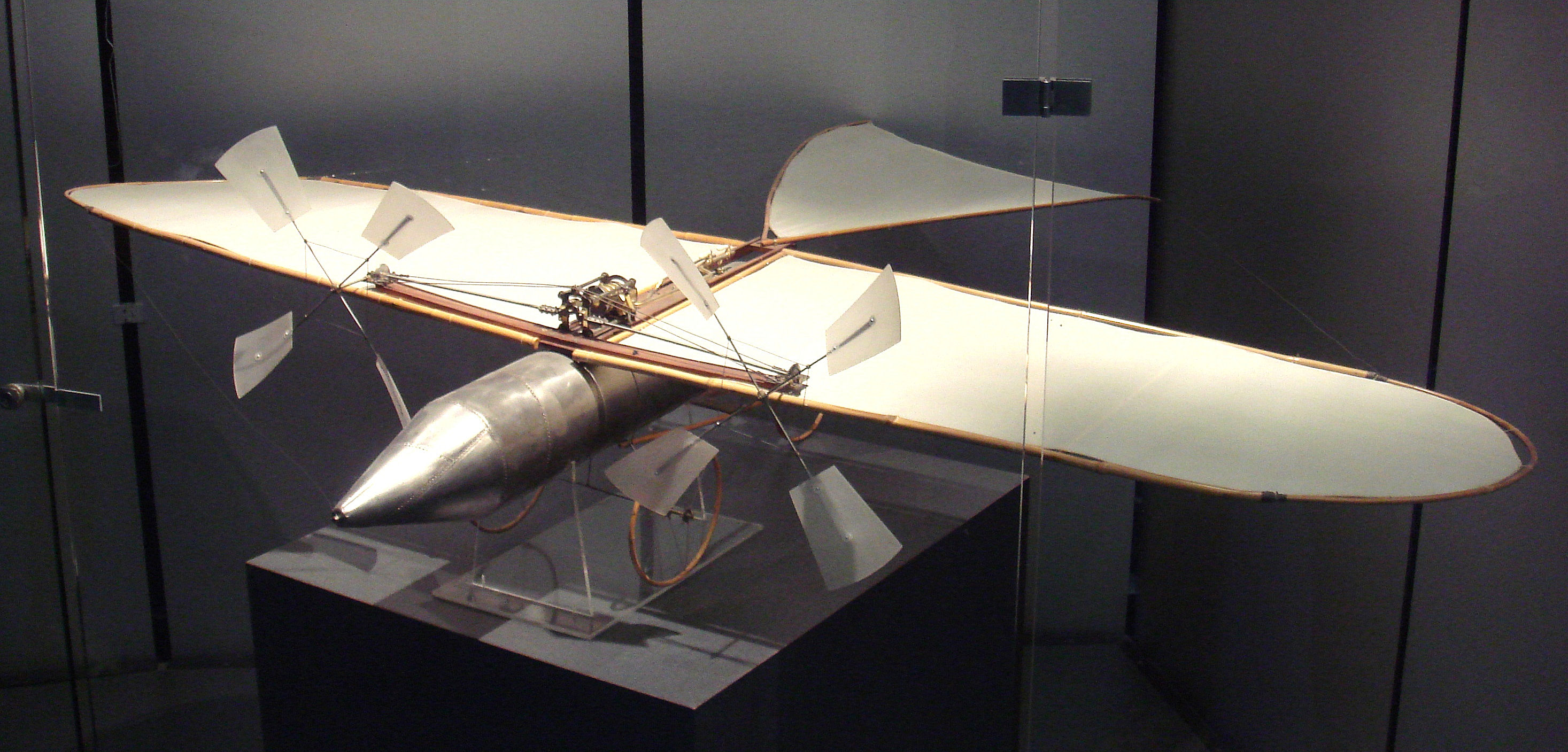
ヴィクトル・タタンの模型飛行機

- ヴィクトル・タタン、圧縮空気エンジン付きの模型飛行機を飛ばす。